# 필 나이트

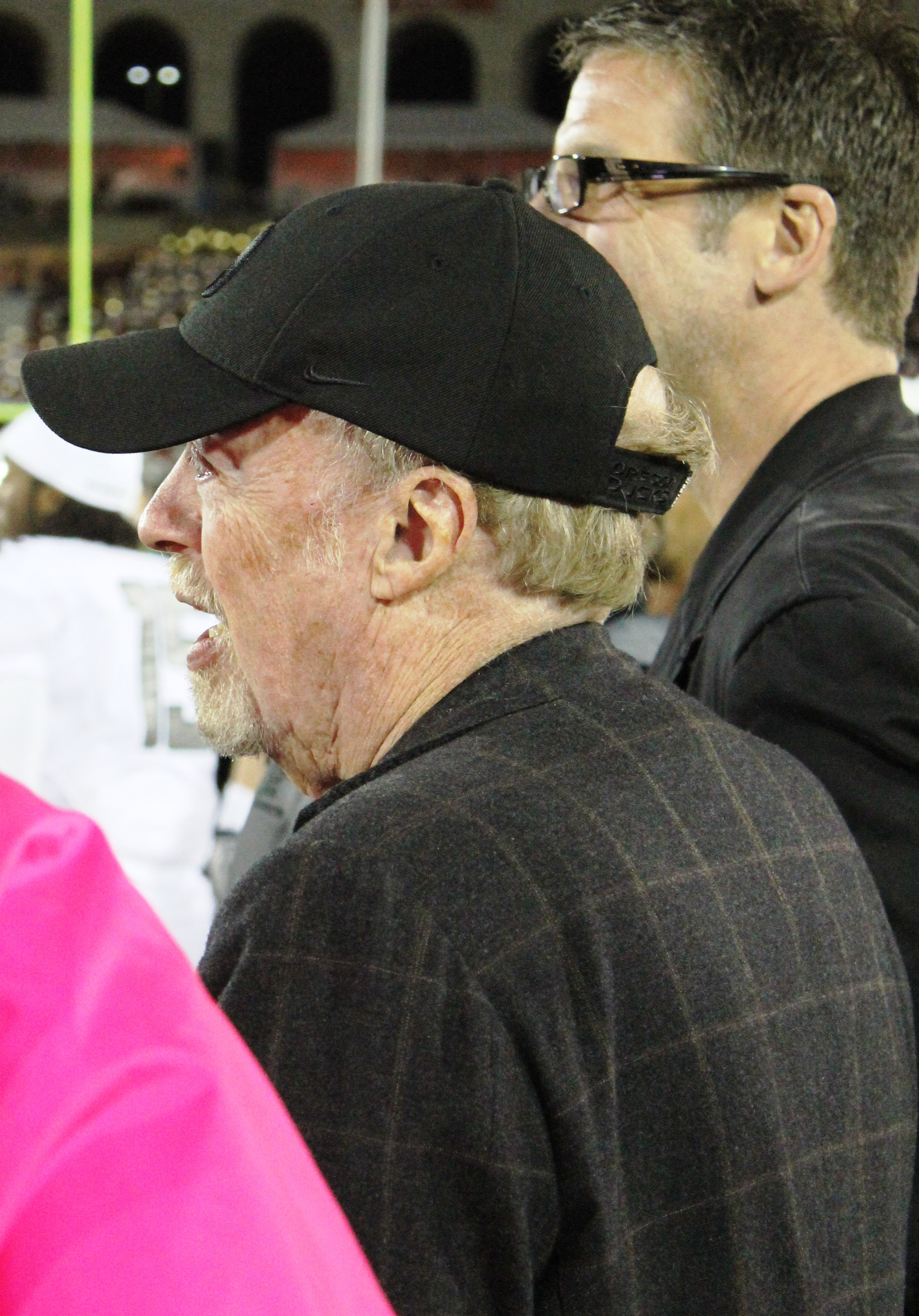
필 나이트

필립 햄프슨 “필” 나이트(영어: Philip Hampson "Phil" Knight, 1938년 2월 24일 ~ )는 미국의 기업인이자 나이키의 공동 설립자로 이사회 회장을 유지하다가 2004년 최고 경영자로 사임했고 2010년 현재 재산은 102억 달러로 세계 62위이다.
1938년 미국 오리건주 포틀랜드의 전직 변호사 출신 신문 발행인 빌 나이트와 아내 로타 클로이의 아들로 태어나 클리블랜드 고등학교를 졸업하고 오리건 대학교에 진학했다. 1959년 오리건 대학교를 언론학 전공으로 졸업 후 스탠포드 대학교 경영대학원에 입학해 1962년 경영학 석사(MBA)를 취득하였다. 졸업 후 세계 여행을 하다가 1962년 11월 일본 고베에서 저렴한 가격으로 만든 신발 브랜드를 본 뒤 영감을 얻어 같은 고향 출신의 육상코치였던 필과 함만 1969년 1월 25일 신발 회사 나이키를 세웠다.
초기 친구 제프 존슨과 학생이던 캐롤린 데이비슨의 도움으로 나이키라는 회사명과 로고를 만든 뒤 각종 신발 브랜드를 창조해내며 크게 성장했다.
1996년 영화 감독이던 마이클 무어가 인도네시아 등 해외 나이키 공장들에 대한 노동 문제를 폭로하자 1998년 최소 노동 연령을 수정하고 모니터링 상품, 제조 종사 공장 등의 엄격한 규칙들을 세웠다.
2000년 오리건 스포츠 명예의 전당에 올랐고 2006년 스탠포드 경영 대학원에 1억 500만 달러를, 2007년 8월 18일 아내 페니 나이트와 함께 오리건 대학교에 이전까지 2억 3천여만 달러를 기부한 것으로 알려진 것 이외에도 오리건 대학 육상 레거시 기금으로 1억 달러를 더 기부한다고 발표하였는데 이는 역사상 최대의 대학 기금 기부이다. 이외에 2008년 10월 OHSU 암 연구소와 오리건 보건 과학 대학에도 1억 달러의 지원을 약속했다.
이사회 회장을 유지하다가 2004년 11월 18일 사임했고 사우스캐롤라이나주 기반의 회사 존슨 & 선 인터내셔널의 CEO 윌리엄 페레스로 대체되었다.